# Musée national de Tchéquie
Le musée national de Tchéquie (en tchèque : Národní muzeum, abrégé en NM) est l'un des principaux musées de Prague. Il occupe un bâtiment de style néo-Renaissance en haut de la place Venceslas, emblématique de la renaissance tchèque. Son vestibule central sert également de Panthéon aux grands personnages tchèques.

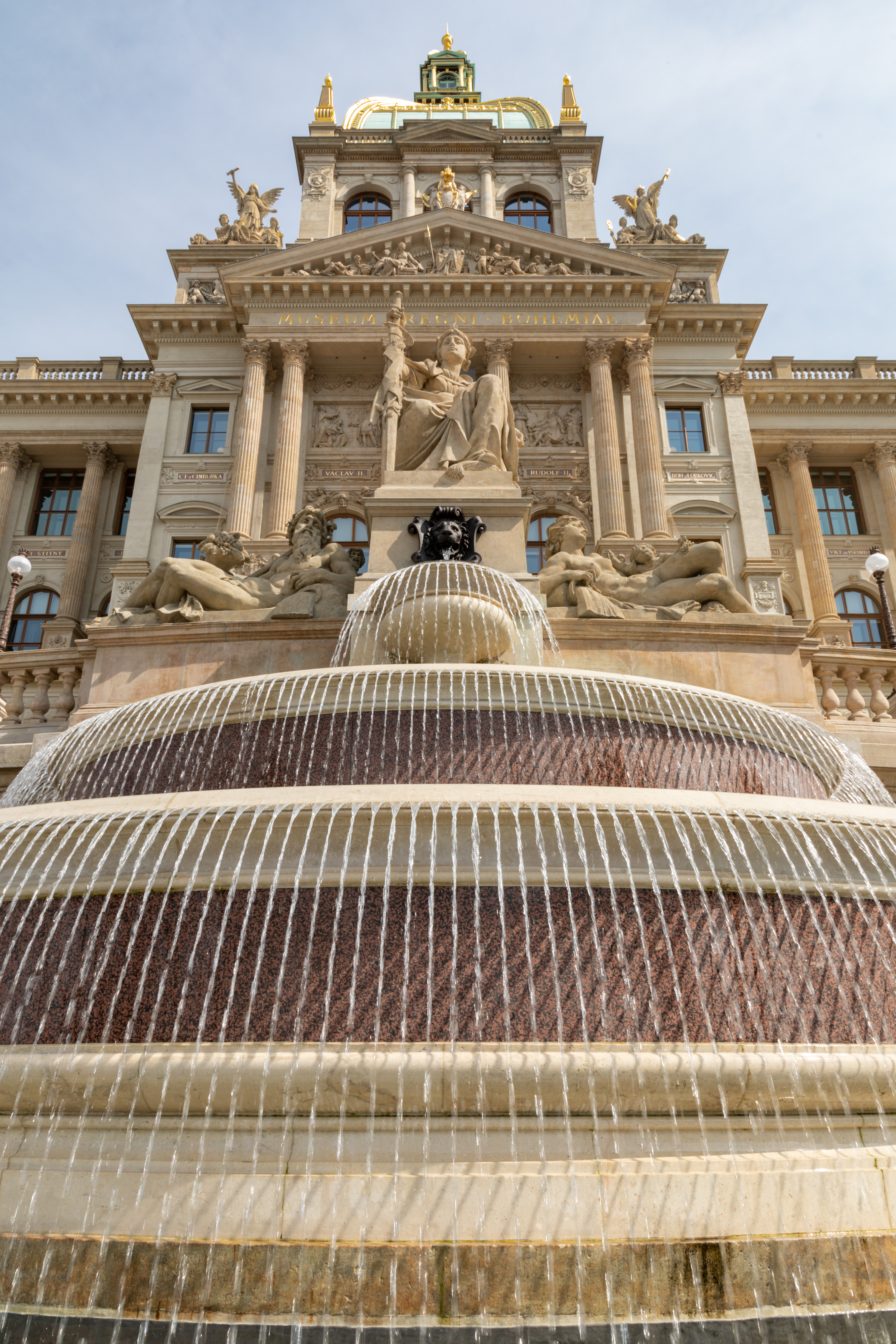
Fontaine au musée national de Prague.
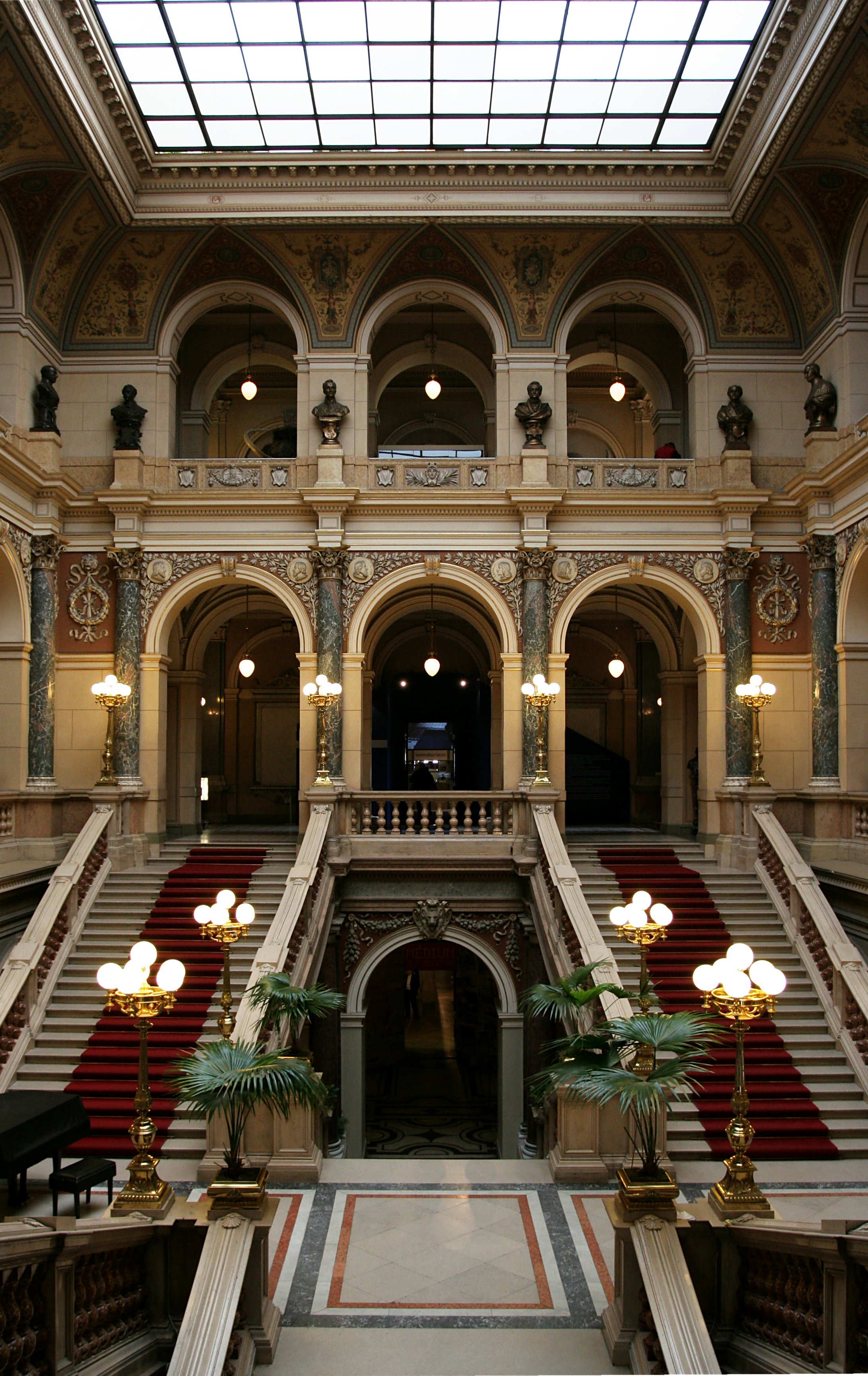
Hall du Narodni Muzeum.

## Histoire
Le musée est fondé en 1818 par Kaspar Maria von Sternberg entre autres, en tant que « Musée patriotique de Tchéquie » (Vlastenecké muzeum v Čechách). František Palacký proposera la construction d'un nouveau musée en 1840. À partir de 1848, il porte l'appellation de Musée tchèque (České muzeum), puis de 1854 à 1919 de musée du Royaume tchèque (Muzeum Království českého).
Symbole, avec le Théâtre national, de la renaissance culturelle tchèque, le bâtiment actuel domine depuis 1890 la place Venceslas de Prague. Construits à la même époque (1885–1890), les deux édifices sont l'œuvre de Josef Schulz. En août 1968, la façade du musée est criblée d'obus par les tirs des chars d'assaut du pacte de Varsovie qui ont pris position autour de la radio tchécoslovaque située à proximité pour étouffer le Printemps de Prague et mettre fin à l'expérience du « socialisme à visage humain ». Le musée abrite une bibliothèque importante.
Le bâtiment principal a été rénové entre 2011 et 2018.

## Collections
Les collections comprennent des pièces d'art, d'instruments de musique, d'arts et traditions populaires, d'ethnographie, d'anthropologie, d'histoire naturelle et d'histoire.

### Sculpture
Ouvert en 1905, le Lapidarium présente la collection de sculptures du Musée national de Prague mais se trouve à l'extérieur, dans un « palais d'été » du parc des expositions Výstaviště à Prague 7 - Holešovice.

### Histoire naturelle
Le Přírodovědecké muzeum est consacré à l'anthropologie, la paléoanthropologie, la paléontologie, la minéralogie, la géologie et la zoologie. Outre les dioramas et collections, il présente lui aussi de nombreux tableaux à l'huile représentant la faune et les habitants préhistoriques des pays tchèques, notamment par Zdeněk Burian. Parmi les collections de paléontologie, celle du français Joachim Barrande.

## Lieu de tournage
En 2015, une équipe de l'émission Secrets d'Histoire a tourné plusieurs séquences au musée dans le cadre d'un numéro consacré à Giacomo Casanova, intitulé Casanova, l'amour à Venise, diffusé le 20 octobre 2015 sur France 2.